# По погледу ћеш открити све
По погледу ћеш открити све (engl. Look into Their Eyes and You See What They Know - Погледај у њихове очи и видећеш шта знају) је 19. епизода 5. сезоне серије Очајне домаћице. То је укупно 106. епизода.

## Синопсис
Иди Брит је погинула у претходној епизоди у саобраћајној несрећи и сада њене пријатељице имају задатак да њеном сину однесу њен пепео, не знајући да га он неће прихватити. На путу до њеног сина трависа причају лепе приче о Иди, која уместо Мери Алис Јанг прича уводни део.
На крају, када просипају пепео свака каже по једну реч о Иди. А она завршава целу епизоду текстом:
"И ето како је Вистерија Лејн постао моја последња станица. Мој пепео је посут по трави по којој сам некада ходала. По дрвећу које ми је некада пружало хлад. По ружама којима сам се некада дивила. По оградама преко којих сам некада трачарила. Када су се моје пријатељице поздравиле, наишао је ветар. И однео у небо оно што је остало од мене. Док сам гледала доле на свет, почела сам да га пуштам. Пустила сам беле ограде, аутомобиле и прилазе за паркирање. Шољице кафе и метле за чишћење. Пустила сам све те ствари које изгледају тако обично. Али заједно чине живот. Живот који је заиста био јединствен. Рећи ћу вам нешто. Није тешко умрети кад знате да сте живели, А ја јесам. О, како сам ја живела."